# Marie Elise Bachmann

Marie Elise Bachmann um 1900

Marie Elise Bachmann (geb. 4. Juni 1879 in Frauenfeld; gest. 10. Juni 1955 in Meilen) war die Stifterin und somit letzte Besitzerin des Schlosses Frauenfeld, einem Standort des heutigen Historischen Museums Thurgau. Sie war evangelisch-reformierter Konfession und heimatberechtigt von Stettfurt.

## Herkunft und Familie

Marie Elise Bachmann um 1950

Marie Elise Bachmann wurde als zweites Kind des Bundesrichters und thurgauischen Kantonsrates Jakob Huldreich Bachmann (1843–1915) und seiner Ehefrau Anna Gertrud Lüti (1857–1939) von Zürich im Schloss Frauenfeld geboren. Sie hatte drei Geschwister. Der jüngere Bruder Otto Bachmann (1885–1890) verstarb mit noch nicht ganz fünf Jahren in Frauenfeld. Die knapp elf Jahre jüngere Schwester Clara Gertrud Bachmann (1890–1914) verstarb nach einem langen Lungenleiden mit 24 Jahren in der Privatklinik Hohenegg in Meilen. Die älteste Schwester, Anna Maria Gertrud Bachmann, wurde am 4. Februar 1878 in Frauenfeld geboren und starb um 1947. Die Familie wurde immer wieder von Krankheiten heimgesucht, die sie zu regelmässigen Erholungsreisen in den Süden und Kuraufenthalten in der Schweiz und Deutschland zwang.

## Werdegang und Leben

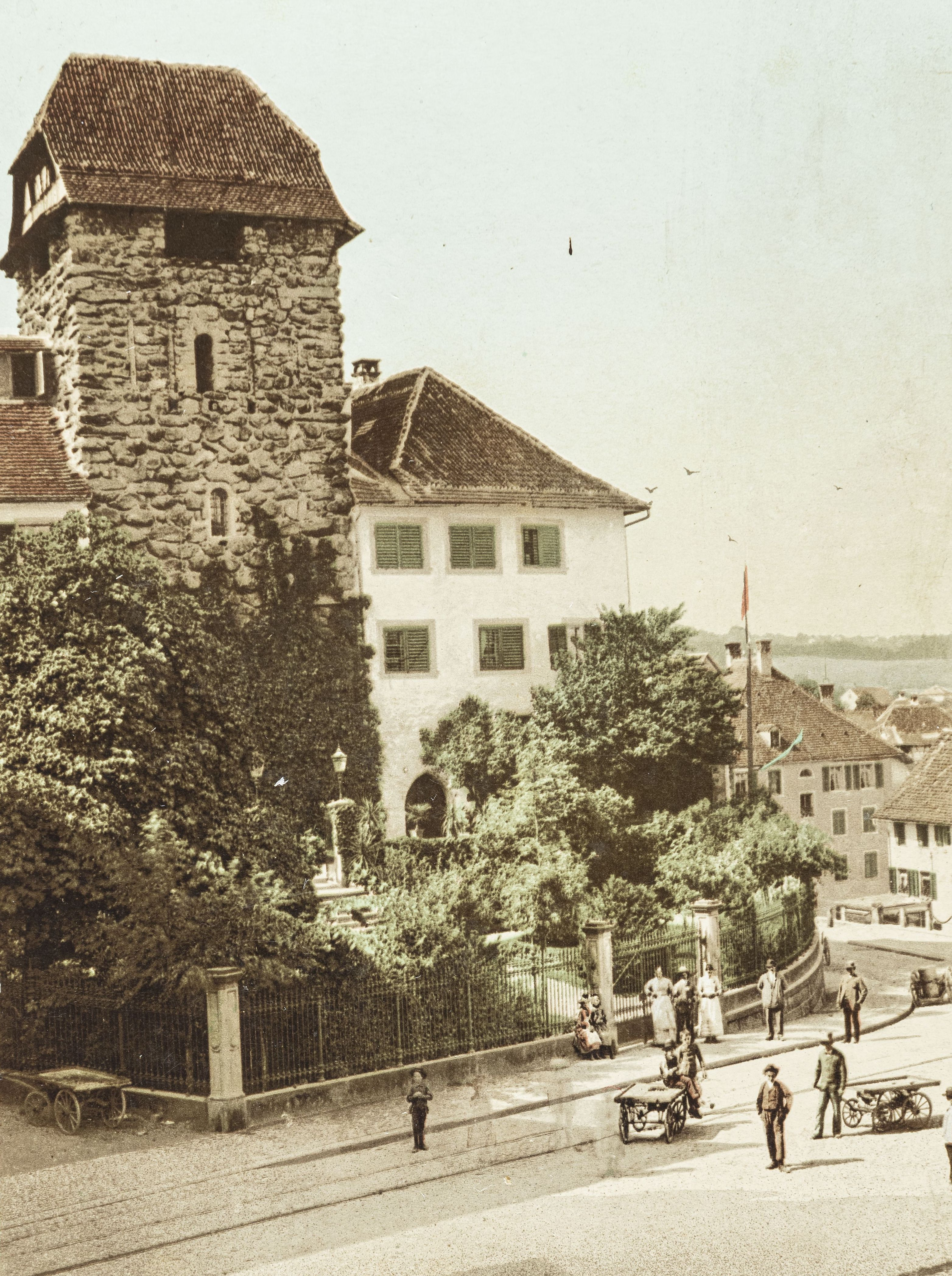
Schloss Frauenfeld um 1900

Dank der Herkunft aus einer gut vernetzten, bildungsbürgerlichen und wohlsituierten Thurgauer Familie der Oberschicht verfügte sie über ein Vermögen, um sich eine gute Bildung aneignen zu lassen. Unter anderem besuchte sie zusammen mit ihrer älteren Schwester Anna Maria Gertrud Haushalts- und höhere Töchterschulen in Lausanne und auf dem Gut Ralligen am Thunersee. Solche Schulen sollten sie auf ihre zukünftige Rolle als Mutter und Vorsteherin des Haushalts vorbereiten. Wie auch ihre Geschwister erlernte sie die französische und englische Sprache und konnte 1911 für einen Aufenthalt nach England. 
Marie Elise Bachmann war nicht berufstätig. Die Historikerin Aline von Raszewski entdeckte Hinweise für ein Architekturstudium in München. Marie Elise Bachmann hatte einen Sinn für den Wert von Antiquitäten. Sie stellte sicher, dass die Sammlung von Antiquitäten ihrer Familie in den musealen Bereich überführt wurde und somit für die Nachwelt erhalten bleibt. Sie engagierte sich wohltätig. Meistens hatten diese Engagements einen religiösen Hintergrund. Sowie auch ihre Eltern fühlte sie sich der evangelischen Konfession verpflichtet und verkehrte auch in den entsprechenden Kreisen wie zum Beispiel der Basler Mission. Die Räumlichkeiten auf ihrem Anwesen in Stettfurt stellte sie der dortigen Sonntagsschule zur Verfügung. Geflüchteten französischen Kindern des Zweiten Weltkrieges bot sie ein Heim und Bildung. Wie es ihr Vater wünschte, übergab sie das Anwesen in Stettfurt der von ihrem Vater gegründeten Bachmannschen Stiftung, damit dort ein Erholungsheim für evangelische Frauen eingerichtet werden konnte. In fortgeschrittenem Alter lebte Marie Elise Bachmann mit ihrer vertrauten Margrith Scherrer in Stettfurt. Sie pflegte ein sehr sparsames und zurückgezogenes Leben. Trotzdem unternahm sie ausgedehnte Reisen bis in ihren Lebensabend. Dabei fand sie Erholung und Anregung.

## Legat von 1948
Ab 1947 hatte Marie Elise Bachmann die alleinige Verantwortung, dem letzten Willen ihres Vaters Rechnung zu tragen. Auch unterstand nun, nach dem Tod der Schwester, ihr allein die Verwaltung sämtlicher Besitztümer der Familie. Sieben Jahre vor ihrem Tod übertrug sie das Schloss per Legat dem Kanton Thurgau. Dabei setzte sie den letzten Willen ihres Vaters aber mit einer entscheidenden Änderung um. Sie vermachte das Schloss dem Kanton als Schenkung. Ihr Vater sah eine schenkungsweise Übergabe damals bei seinem Testament nicht vor. Eine Rolle gespielt haben wird damals auch der Einfluss des ersten Denkmalpflegers des Kanton Thurgaus, Albert Knoepfli (1909–2002). Knoepfli ermutigte Bachmann seit seinem Stellenantritt in den 40er-Jahren stetig darin, die Zukunft des Schlosses Frauenfeld baldmöglichst zu regeln. Mit der Auflage der Schlossbesitzerin gegenüber dem Kanton, das Schloss Frauenfeld als eine Einrichtung eines historischen Museums zu verwenden, wurde der Schenkungsvertrag am 30. April 1948 unterzeichnet.

## Tod und Nachruf
Vor Antritt einer geplanten Reise im Mai 1954 wollte sie sich im Schwesternheim Obermeilen noch etwas ausruhen. Diese Ruhe wurde dort am 10. Januar 1955 dann endgültig. Es sollte Marie Elises expliziter Wunsch gewesen sein, bei ihrer Abdankung keinen Lebenslauf zu verlesen. Dieser Wunsch wurde vom damaligen Stettfurter Pfarrer Walter Spengler bei der Abdankungspredigt am 14. Januar 1955 respektiert und in der Abdankung betont. Er leitete diesen Wunsch auf die Wohltätigkeit der verstorbenen Familienmitglieder Marie Elise Bachmanns her. Auch soll sie angeordnet haben, dass nach ihrem Tod ihr ganzer schriftlicher Nachlass durch den Testamentsvollstrecker vernichtet werden soll. Wohl als Zeugnis ihrer Selbstlosigkeit schirmte sie sich zeitlebens gegen jede Öffentlichkeit ab. Menschen, die Marie Elise Bachmann gekannt haben, berichten einhellig, dass sie ihre Entscheidungen stets nach dem Leitbild ihres Vaters traf. Sie galt als wohlwollend und gütig zu Bekannten und jeder Person, die in ihre Nähe trat. Marie blieb wie auch ihre zwei Schwestern zeitlebens ledig und kinderlos.